# Richter-Fenster

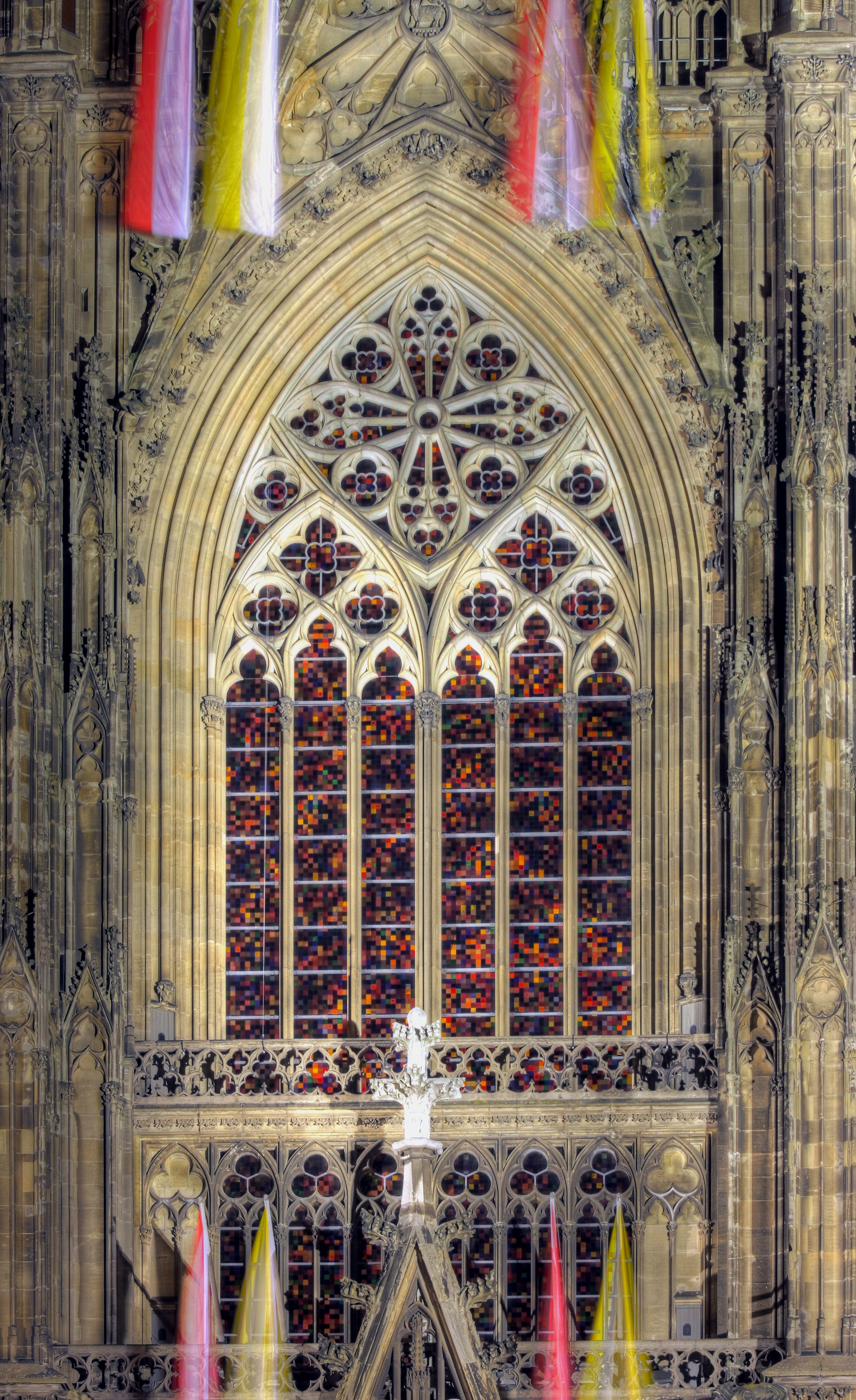
Richter-Fenster im Südquerhaus, Außenansicht bei Nacht (Foto: 2010)

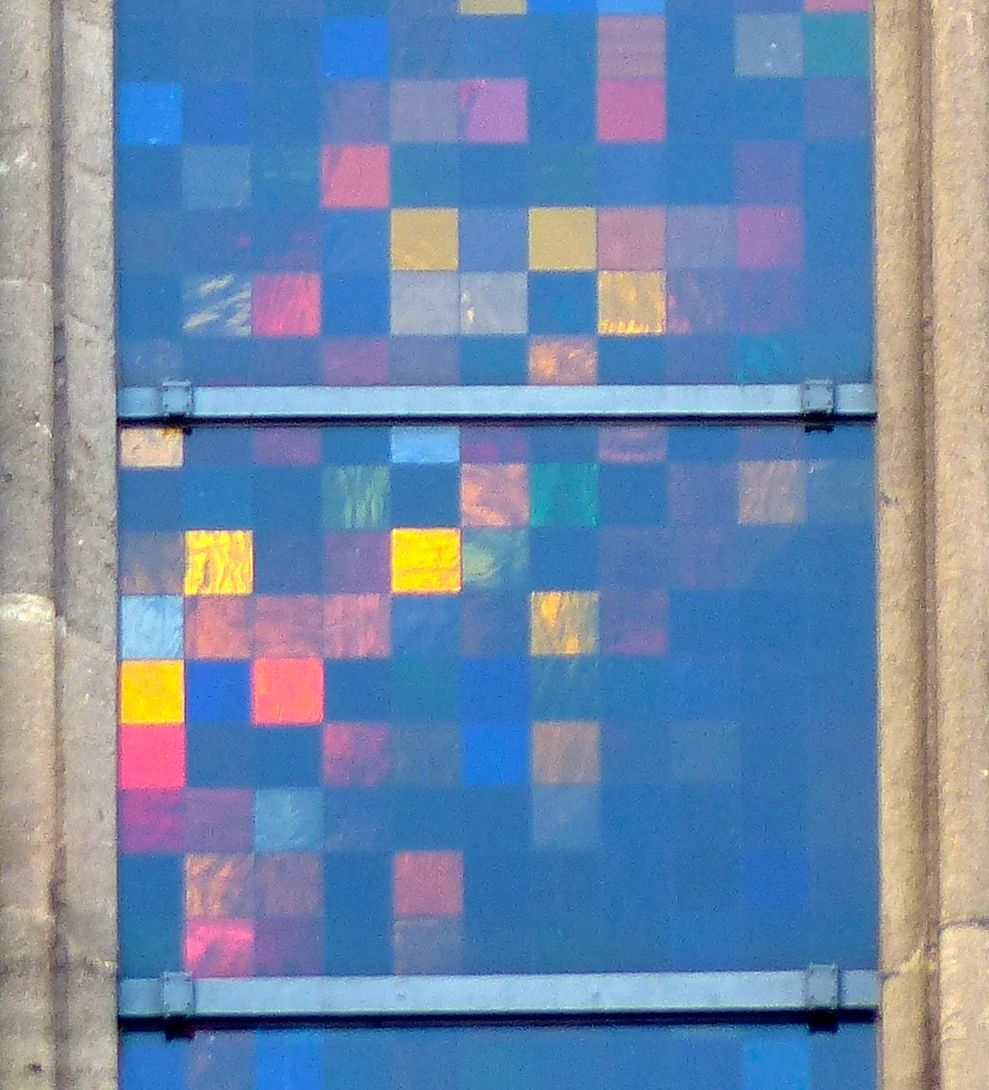
Sonneneinfall am Richter-Fenster (Detail)

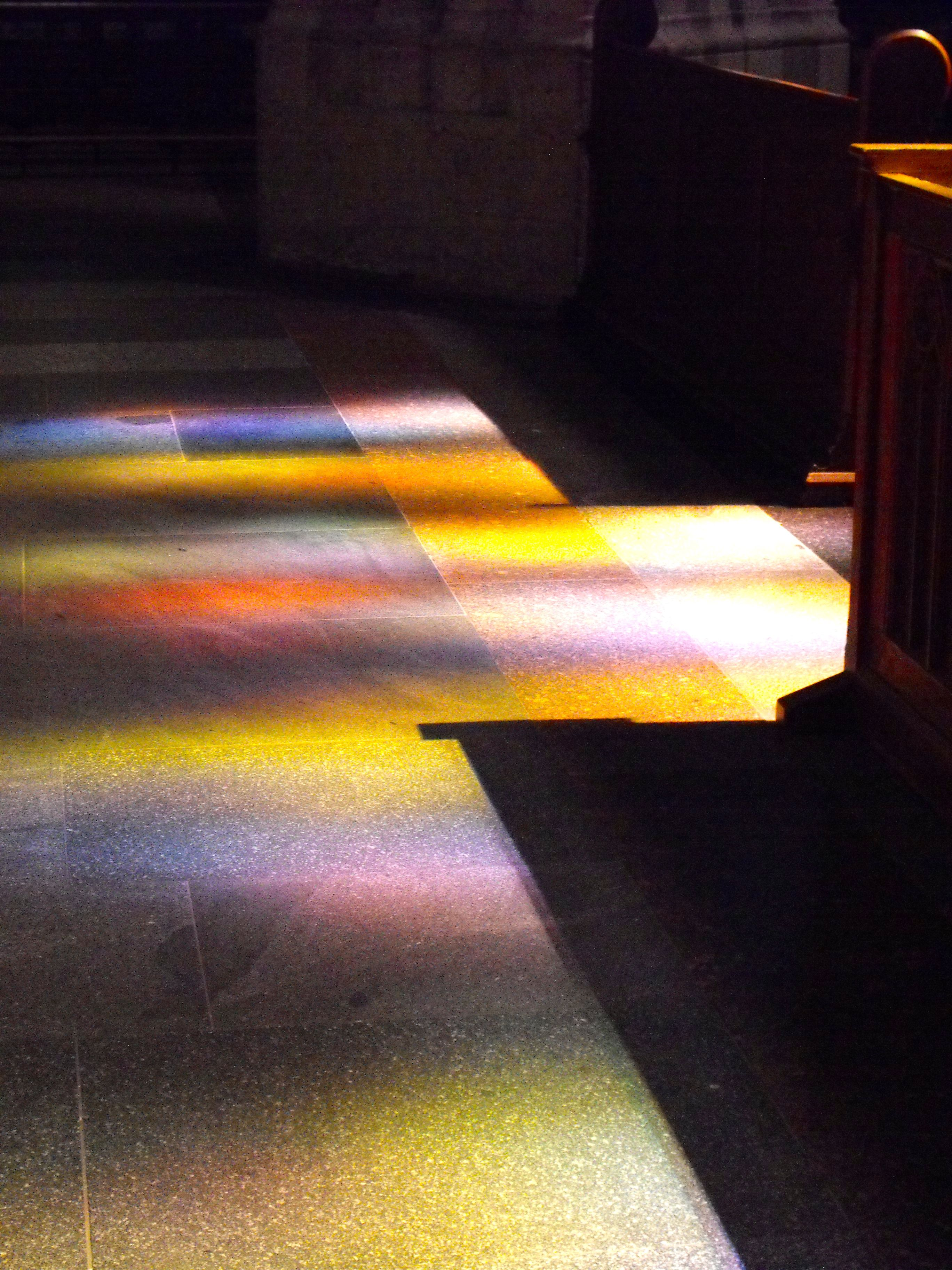
Wirkung des Richter-Fensters im Innenraum

Das Richter-Fenster ist das von dem Künstler Gerhard Richter entworfene Südquerhausfenster des Kölner Doms. Auf einer Fensterfläche von 106 m² wurden 11.263 Farbquadrate in 72 Farben mit den Maßen 9,6 cm × 9,6 cm nach dem Zufallsprinzip angeordnet. Das Fenster wurde am 25. August 2007 im Rahmen einer Messfeier eingeweiht; die abstrakte Ausführung wurde teils begeistert aufgenommen, teils massiv kritisiert. Das Richter-Fenster ist das jüngste der Kölner Domfenster.

## Vorgängerfenster
Ursprünglich waren im Südquerhaus 1863 Fenster mit der Darstellung von weltlichen und christlichen Herrschern des Königlichen Glasmalerei-Institutes in Berlin-Charlottenburg eingebaut worden, die das preußische Königshaus der Kathedrale schenkte. Die Fenster wurden im Zweiten Weltkrieg zerstört und 1948 durch eine schlichte Ornamentverglasung von Wilhelm Teuwen ersetzt, die mittlerweile renovierungsbedürftig war. Wegen ihrer Farblosigkeit blendete das einfallende Licht, was als sehr störend empfunden wurde.

## Vorgeschichte und Umsetzung
2003 entschloss sich das dafür zuständige Kölner Domkapitel, das Fenster erneuern zu lassen. Die ursprünglichen Entwürfe aus dem 19. Jahrhundert wurden wie die Malereien selbst im Zweiten Weltkrieg zerstört und standen somit nicht mehr zur Verfügung. Man plante daraufhin, den deutschen Märtyrern des 20. Jahrhunderts wie Edith Stein und Maximilian Kolbe damit ein Denkmal zu setzen und an den Holocaust zu erinnern. Die bildlichen Entwürfe der beauftragten Künstler Egbert Verbeek und Manfred Hürlimann konnten das Domkapitel aber nicht überzeugen, sondern der abstrakte Entwurf von Gerhard Richter, den die damalige Dombaumeisterin Barbara Schock-Werner persönlich um einen solchen gebeten hatte. Er hatte eine Fotografie seines Bildes „4096 Farben“ aus dem Jahr 1974 zerschnitten und hinter das Maßwerk der Fenster geklebt.
2005 erteilte das Domkapitel Richter zunächst den Auftrag, den Entwurf weiter zu bearbeiten. 2006 wurde der Künstler endgültig beauftragt. Es war Richters erstes Kirchenfenster.
Die 370.000 Euro Herstellungskosten wurden durch etwa 1200 Spender finanziert; Gerhard Richter selbst arbeitete ohne Honorar.

## Ausführung
Aus einer Palette von 800 Farben wählte Richter 72 Farbtöne aus, die denen glichen, wie sie in den Fenstern des Doms aus dem Mittelalter und dem 19. Jahrhundert vorkamen.
Die Anordnung der verschiedenfarbigen Quadrate für eine Hälfte der Fensterfläche wurde per Zufallsgenerator vorgegeben. Auf der anderen Hälfte sind die Farbquadrate durch Wiederholungen und Spiegelungen so festgelegt, dass sich die Paare der Bahnen 1 und 3, 2 und 5 sowie 4 und 6 spiegeln. An einigen wenigen Stellen änderte Richter das zufällige Verteilungsmuster ab, zum Beispiel dort, wo sich Darstellungen bestimmter Inhalte vermuten ließen, etwa der Ziffer „1“. Richter sagt dazu: „Ich habe mich selbst eher zurückgenommen. Ich wollte, dass das Fenster etwas Selbstverständliches hat, etwas Alltägliches, jedenfalls sollte es kein ‚Farbrausch‘ werden. Nicht zu warm, nicht zu kalt, zurückhaltend, so neutral wie es geht.“
„Aus diesem Zusammenspiel von Zufall und Kalkül entstand ein abstrakter ‚Farbklangteppich‘, dessen Partikel bei einflutendem Tageslicht farbig leuchten. Sie sind nicht mit Bleiruten zusammengehalten, sondern auf einer Trägerscheibe mit Silikon-Gel fixiert, so dass die farbigen Facetten ohne die in der Glasmalerei üblichen Begrenzungslinien wechselseitige Interaktionen hervorrufen. Zudem verändert der unterschiedliche Lichteinfall fortwährend die Farbwirkung des Fensters.“
Die kunsthandwerkliche Ausführung des Fensters aus mundgeblasenem Glas erfolgte durch die Derix Glasstudios. Die rund 11.300 einzelnen quadratischen Glasscheiben wurden teils eingeschliffen mit schmalen schwarzen Silikonstegen auf Sicherheitsglas als Träger laminiert.

## Rezeption
Georg Imdahl schrieb im Kölner Stadt-Anzeiger: „In den 60ern hatte Richter seine ersten farbigen Rasterbilder gar als Angriff gegen die Falschheit und die Gläubigkeit gemalt, wie Abstraktion zelebriert wurde, mit verlogener Ehrfurcht; regelrecht gewettert hatte er gegen ‚Andachtskunst’ und ‚Kirchenkunstgewerbe’, als welche das Raster zelebriert wurde.“
Dombaumeisterin Barbara Schock-Werner: „Glasmalerei geht nur an Ort und Stelle.“ Erste Entwürfe hatten einen „Badezimmer-Touch“ oder hätten das Licht einer „Wirtshausverglasung“ ausgestrahlt. Richter selbst sprach bei einem Entwurf von „zu weihnachtlich“.
Massiv hatte der Kölner Erzbischof Joachim Kardinal Meisner, der nicht dem Domkapitel angehörte, das Fenster kritisiert: „Das Fenster passt eher in eine Moschee oder ein anderes Gebetshaus. Wenn wir schon ein neues Fenster bekommen, soll es auch deutlich unseren Glauben widerspiegeln. Und nicht irgendeinen.“ Im Islam sind bildliche Darstellungen von Menschen (als Gottes Ebenbild) verboten. Die Aussage wurde zwar durch den Sprecher des Erzbistums relativiert, es kam aber trotzdem zu bundesweitem Aufsehen in den Medien. Später wollte Meisner den Bischofsstuhl in der Kathedrale versetzen lassen, um das Fenster nicht sehen zu müssen.
„In seiner überwältigenden Farbenfülle ist es selbst eine Symphonie des Lichts, in der alle Farben des Doms erklingen“, stellte Josef Sauerborn, Künstlerseelsorger des Kölner Erzbistums, in seiner Predigt beim Festgottesdienst aus Anlass der Enthüllung im August 2007 fest. „Dieses Fenster stellt nichts Religiöses dar“, erläuterte Dompropst Norbert Feldhoff 2006, „aber eine Herausforderung des Sehens; es regt zur Stille an, es schafft ein von Farben schillerndes Licht, es animiert, beseelt, regt zur Meditation an und schafft ein Flair, das für das Religiöse öffnet.“
Das Fenster fand auch den Zuspruch der Verantwortlichen in der Kathedrale von Reims, die ebenfalls Richter für den Entwurf eines Fensters in Betracht zogen; nach einer Absage Richters wurde schließlich der Künstler Imi Knoebel beauftragt.